# Fethi Sellaouti
Fethi Sellaouti ou Fathi Sellaouti (arabe : فتحي السلاوتي), né en 1960, est un universitaire et homme politique tunisien.

## Biographie
Titulaire d'un doctorat en sciences économiques de l'université Panthéon-Sorbonne, il a été président de l'université de Tunis - El Manar, vice-président de l'Agence universitaire de la Francophonie et membre du conseil d'administration de l'Union des universités de la Méditerranée.
Il a occupé plusieurs postes, notamment en tant que professeur à la faculté des sciences économiques et de gestion de Tunis (ar) et que secrétaire général du syndicat de base de l'enseignement supérieur.
Le 2 septembre 2020, il est nommé ministre de l'Éducation dans le gouvernement de Hichem Mechichi puis reconduit dans le gouvernement de Najla Bouden. Le 30 janvier 2023, il est limogé et remplacé par Mohamed Ali Boughdiri.

## Décorations
- Officier de l'Ordre des Palmes académiques (France, juillet 2020)[2].